# Motorola Razr (2020)
O Motorola Razr (como Motorola razr) é um smartphone Android dobrável produzido pela Motorola Mobility. Foi revelado em 14 de novembro de 2019 e suas vendas se iniciaram nos Estados Unidos e no Brasil em 6 de fevereiro de 2020. O design do aparelho é inspirado no icônico Motorola RAZR V3, lançado em 2004, que foi um dos aparelhos mais vendidos pela empresa. Ele foi o primeiro smartphone dobrável que possuí a abertura de forma horizontal, frente a outros smartphones dobráveis que foram lançados, com o sistema de abertura na vertical.

## Especificações
O Razr tem o design completamente inspirado na linha de telefones básicos Motorola Razr e usa o design flip para ocultar sua tela OLED de 6,2", de proporção 21:9. O aparelho conta também com uma tela externa, chamada de "Quick-View", de 2,7", que serve para acessar algumas funções e notificações. O aparelho conta com um leitor de impressões digitais na parte inferior do aparelho. Na parte de processamento, o aparelho possuí um chipset Qualcomm Snapdragon 710, com GPU Adreno 616, 6GB de memória RAM e 128GB de armazenamento interno, não-expansível. O smartphone conta com duas baterias, que somadas fornecem 2510 mAh, com suporte a carregamento rápido, tendo incluído um carregador de 15W com conexão USB-C. Na parte de câmeras, ele possuí uma única câmera traseira de 16 MP, além de uma câmera frontal de 5 MP, localizada em um notch na parte superior do aparelho. E só há suporte a eSIM.
O aparelho vem de fábrica com o Android 9 Pie, e em seu software possui um easter egg chamado "Retro Razr", que recria a tela e o teclado do Motorola Razr.